# Beratón
Beratón es un municipio y localidad española de la provincia de Soria, en la comunidad autónoma de Castilla y León. Ubicado a unos 1391 m sobre el nivel del mar, se trata del municipio más alto de la provincia. Cuenta con una población de 41 habitantes (INE 2024).

## Geografía

### Situación
Está enclavado al pie del Moncayo, a una distancia de Soria de 63 kilómetros y a 137 kilómetros de Zaragoza. Sus vías de acceso son: SO-P-2106 (de la C-101 por Cueva de Ágreda hasta Beratón). Y la CV-630 desde el término zaragozano de Purujosa. Debido a su ubicación, se trata del pueblo situado más al este de toda la comunidad autónoma de Castilla y León. Pertenece al partido judicial de Soria
Hace frontera con la provincia de Zaragoza. Con 1391 m sobre el nivel del mar, es el núcleo poblacional más alto de la provincia de Soria. Desde el punto de vista jerárquico de la Iglesia católica forma parte de la Diócesis de Osma la cual, a su vez, pertenece a la Archidiócesis de Burgos.

### Hidrografía
El municipio es el lugar de nacimiento de los ríos Isuela y Araviana. El río Isuela nace en el "Prao del Hoyuelo", sale hacia Zaragoza por Purujosa. El río Araviana, también llamado en la zona Diluvial y Cascajal, nace en el "Collado del Puerto", a más de 1600 m de altitud. 

### Naturaleza

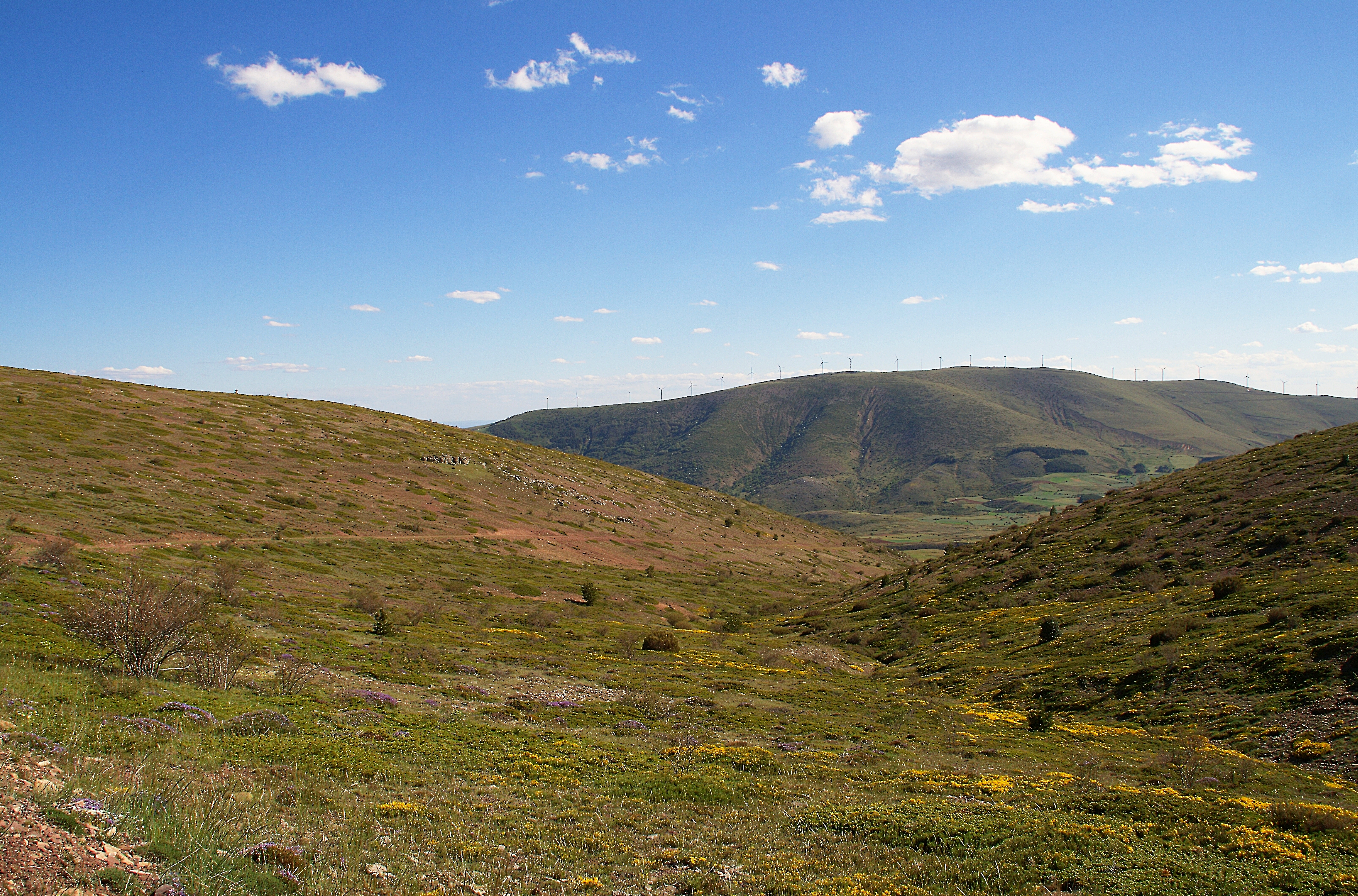
Paisaje en la zona

Entre la vegetación de la zona se encuentran especies como el rebollo, el chopo y la carrasca, en grandes cantidades. En su término e incluidos en la Red Natura 2000 los siguientes lugares:
- Lugar de Interés Comunitario conocido como Sierra del Moncayo  ocupando 1909 hectáreas, el 46 % de su término.[1]
- Zona Especial Protección de Aves conocida como Sierra del Moncayo ocupando 2111 hectáreas, el 51 % de su término.[2]

Como lugares específicos a visitar, tenemos:
- Alto de San Mateo, a las afueras del pueblo. Posiblemente, en su cima hubo un castro celtíbero. Igualmente, pudo haber una construcción defensiva, torreón o castillo, en la época medieval, ya que se observan a simple vista restos de construcción. Pudo Gustavo Adolfo Bécquer haberse inspirado en esa fortaleza medieval para su leyenda "La Corza Blanca". En el mismo monte, y en su ladera este, encontramos el conocido como "Agujero del viento", oquedad natural que traspasa la montaña de lado a lado.
- Cruz de los ladrones. De acuerdo a la tradición oral y escrita, al pie de estos espectaculares robles murieron tres de los bandidos que asaltaron el pueblo el 8 de febrero de 1874 (tres muertos, dos heridos y cinco presos, dice el Romance de Beratón). Los vecinos del pueblo de aquella época grabaron esas tres cruces en el roble principal, como recordatorio de lo ocurrido. La Asociación Cultural Cruz de Canto realizó un trabajo específico en 2013-14 pidiendo al Ayuntamiento de Beratón la declaración de estos robles o carrascas como Árboles Monumentales.
- La Muela de Beratón. Al este del término municipal, limitando con Aragón, se encuentra este macizo de piedra caliza, que alcanza los 1550 m de altitud. Dada su configuración casi plana (de ahí el nombre, plano como una muela), las vistas son inmejorables, teniendo vistas en todas las direcciones. Además, en la pared oeste existe una gran colonia de aves rapaces (buitres y alimoches, entre otros). Existen al menos dos accesos: desde la carretera en dirección a Purujosa, se puede dejar el coche en la curva nada más pasar el denominado "Puente de Hierro". Desde ahí, por las sendas que marcaban los rebaños, se puede subir a lo alto. La segunda ruta, igual de espectacular, nos lleva por el GR-90 en dirección a Añón. Pasado el Alto de los Almudejos, nos desviaremos a la derecha, para rodear el Alto de la Atalaya por su base. Alcanzaremos así la base de la Muela, bajo los nidos de las rapaces que allí viven. Avanzaremos por esta senda al pie del escarpe, hasta encontrar el paso a la parte superior de la Muela.

## Historia
Las primeras menciones a esta población se hallan en los epígramas de Marcial que hacen referencia al "bosque de Burado", ubicado en las faldas del "Mons canus", el Moncayo.
En 1673, a finales del siglo XVII, existieron minas de hierro en las cercanías de la localidad. A la caída del Antiguo Régimen la localidad se constituyó en municipio constitucional, entonces conocido como Veraton, en la región de Castilla la Vieja, partido de Ágreda y que en el censo de 1842 contaba con 97 hogares y 380 vecinos.[cita requerida]
A mediados del siglo XIX, el lugar tenía una población de 280 habitantes. La localidad aparece descrita en el cuarto volumen del Diccionario geográfico-estadístico-histórico de España y sus posesiones de Ultramar de Pascual Madoz de la siguiente manera:

BERATON: l. con ayunt. de la prov. de Soria (10 leg.), part. jud. de Agreda (4), aud. terr. y c. g. de Burgos (30), dióc. de Tarazona (5): sit. en una pequeña loma, bien combatido de los vientos, en particular del N.; su clima es frio y propenso á catarros y pleuresias: tiene 78 casas, la de ayunt. con cárcel, una igl. parr. (San Pedro), servida por un cura cuya plaza es de entrada y de provison ordinaria, previo concurso, y al estremo del pueblo una ermita dedicada á San Roque: confina el térm. N. y E. Purujosa y Moncayo; S. Borovia, y O. La-Cueva y Campos de Araviana: en él se encuentran varias fuentes de finas aguas y un monte arbolado, y corren 2 pequeños arroyuelos que se desprenden del Moncayo: el terreno es de mala calidad: sus caminos que dirigen á Agreda, Añon, La-cueva, Borovia y Olvega, son de herradura, malos é intransitables en algunas épocas: recibe el correo de Agreda los domingos; sale los mismos dias, y su conduccion á la estafeta es carga vecinal. prod.: trigo, centeno, cebada, avena, buenos garbanzos, guisantes, lentejas y yeros; cria ganado lanar churro, de buena clase; hay pesca de truchas en uno de los indicados arroyuelos, cuyas aguas son de calidad ferruginosa é impulsan las ruedas de un molino harinero. pobl.: 97 vec., 280 alm. cap. imp.: 53,611 rs.
(Madoz, 1846, p. 235)

El siglo XX comenzó con el máximo de población, alcanzando en los censos de 1910 los 400 habitantes. Dada la estructura de reparto la tierra y la ganadería, la situación era insostenible, y ello provocó los primeros movimientos de emigración, en especial, hacia las minas de hierro de los alrededores de Bilbao (Gallarta). Posteriormente, en los años 1920, se realizaron roturaciones de nuevas tierras, en el pie de la Sierra, fijándose la población en alrededor de 300 personas.
La Guerra Civil dejó bastante huella en la población. La mayoría de los mozos del pueblo se vio obligada a combatir en el bando "nacional", dada la ubicación de la provincia dentro de las zonas controladas por estos. Durante esos años, fueron las mujeres quienes realizaron las tareas del campo, de la casa, de la huerta, sin perder de vista a los maridos, hermanos, novios o padres que andaban por el frente.

La crisis económica de los años 1940, la famosa autarquía, reinició la emigración, debido a la economía de subsistencia habida en el pueblo. Los destinos principales fueron Zaragoza, Barcelona, Bilbao y Madrid. En los años 1960, la despoblación comenzó a ser un problema grave. Al final de esa década se cerró la escuela, lo cual demuestra el bajón demográfico habido. Las casas cerradas ya eran más que las abiertas. Las tierras improductivas se acumulaban, pese a los esfuerzos de agricultores y ganaderos por mantenerlas.

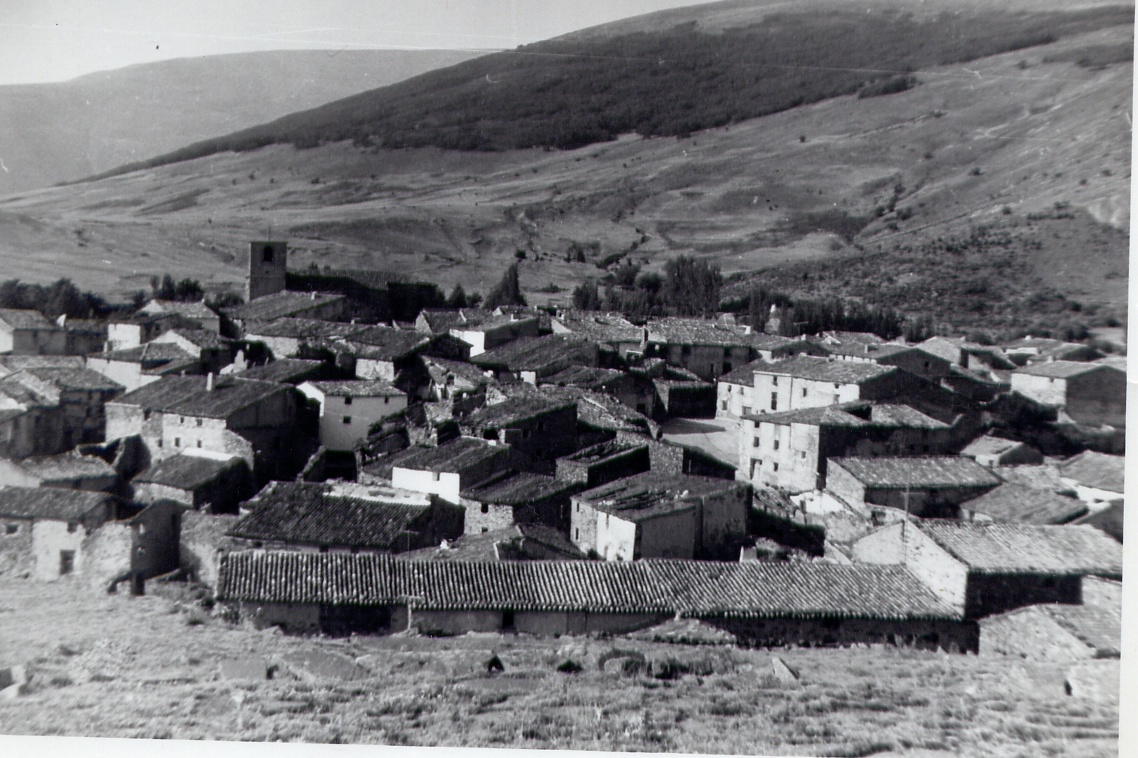
Beratón en 1975 desde Santa Bárbara.

En la década de 1970 se comenzó a observar un lento goteo de vuelta al pueblo, durante los veranos, de aquellos que habían emigrado durante los años 1940 y 1950, y se comenzaron a arreglar casas y calles. Es destacable que en 1977 se realizó la instalación de la red de agua potable para las casa. Ya en la década de 1980, se confirmó esa tendencia de regreso en el verano de aquellos que habían emigrado, en este caso, de aquellos que emigraron siendo niños.
En 2010, la Junta de Castilla y León trató de que el pueblo solicitara la inclusión del mismo en el futuro parque natural del Moncayo, vertiente soriana. Sin embargo, el Concejo abierto decidió por mayoría, y de manera sorpresiva, no solicitar el ingreso en el parque. Desde esa fecha y hasta mediados de 2015 no hubo más novedades relacionadas con el parque natural del Moncayo soriano. En septiembre de 2015 se iniciaron contactos políticos entre los alcaldes de la zona, cuyos municipios se verían beneficiados por la declaración como parque natural, para tratar de desbloquear la situación. A finales de junio de 2020 se hizo público el acuerdo logrado entre la Junta de Castilla y León con los municipios incluidos en el proyecto de parque natural para iniciar los trámites legales.

## Demografía
Cuenta con una población de 41 habitantes (INE 2024).
| Gráfica de evolución demográfica de Beratón entre 1842 y 2021                                                         |
| |
| Población de derecho según los censos de población del INE. Población de hecho según los censos de población del INE. |

## Economía
La economía local está basada en la ganadería lanar y la agricultura, principalmente. Existe una pequeña fábrica de embutidos artesanos y un secadero de jamones.

## Administración y política
| Periodo   | Nombre                   | Partido |
| --------- | ------------------------ | ------- |
| 1991-1995 | Justino Ibáñez Pérez     | PP      |
| 1999-2003 | José Lorenzo Crespo Vera | PP      |
| 2003-2007 | José Lorenzo Crespo Vera | PP      |
| 2007-2011 | José Lorenzo Crespo Vera | PP      |
| 2011-2015 | Rufino Pérez Modrego     | IDES    |
| 2015-2019 | Rufino Pérez Modrego     | PP      |
| 2019-2023 | Carmen Lapeña Villar     | PSOE    |

## Monumentos y lugares de interés
- Iglesia parroquial católica de San Pedro Apóstol, pequeña construcción gótica.
- Ermita de San Roque.
- Cruz de Canto, antiguo humilladero o cruce de caminos en las afueras del pueblo, marcando el camino hacia Purujosa, Borobia, y Añón de Moncayo.

## Cultura
- Fiestas principales: 15 y 16 de agosto. El 17 de agosto de cada año se celebra una gran comida de hermandad de todo el pueblo, precedida de un pasacalles por las casas del pueblo.
- Domingo siguiente a la de la Natividad de la Virgen, Romería a la Virgen de los Santos, en Borobia, junto a los pueblos de Borobia y Pomer.
- Guiso típico: Carne del pastor que se cocina para los esquilos.

## Personas notables
- Francisco Javier García Gutiérrez (1928-2014) profesor, historiador y escritor.